# 伍德米爾 (路易斯安那州)
伍德米爾（英語：Woodmere）是位於美國路易斯安那州傑佛遜堂區的一個普查規定居民點。

## 人口
根據2020年美國人口普查的數據，伍德米爾的面積為9.96平方千米，當中陸地面積為9.46平方千米，而水域面積為0.50平方千米。當地共有人口11238人，而人口密度為每平方千米1,128.31人。